# Ignacio Sánchez de Tejada
Ignacio Sánchez de Tejada (* 1764 in Socorro, Santander, Departamento de Santander; † 25. Oktober 1837 in Rom) war ein Minister des Vizekönigreiches Neugranada und ein Diplomat der Republik Neugranada.

## Leben
Ignacio Sánchez de Tejada war der Sohn von María Teras Osorio und Ignacio Sánchez de Tejada y Ruiz sowie Enkel von Paz Domingo (* Socorro). Er studierte am Colegio del Rosario. Seine Diplomarbeit schrieb er über die preliminares de la lógica (Voraussetzungen der Logik) unter Professor Juan Ely Valenzuela.
1781 wurde er Bachelor der Philosophie und 1782 Bachelor des Kirchenrechtes.
Zu Zeiten des Vizekönigreiches Neugranada wurde er zum Beamten 2. Klasse des Ministeriums des Vizekönigreiches ernannt und fungierte als Minister (Mitglied der Secretaría de Cámera de Virreinato) des Vizekönigreiches von Neugranada in Bogota.
Bevor er 1805 nach Spanien reiste, ordnete er seine Besitzverhältnisse und überantwortete seine Frau und seinen Sohn seinem Bruder Dionisio Sánchez de Tejada.
1805 reiste er im Auftrag des Vizekönigs von Neugranada, Antonio Amar y Borbón, nach Spanien.
Für seine Reise nach Spanien wurde er mit verschiedenen Aufträgen, des weltlichen sowie des kirchlichen Cabildos (Magistrate) von Santa Fé de Bogotá, betraut.
Er war Sekretär der Bruderschaft der Noblen, Mitglied der Sociedad Patriótica und Schwager von José Acevedo y Gómez, Ratsvorsitzender des Cabildos von Bogotá.
1807 beantragte er in Madrid die Beschäftigung als Direktor des Amtes Rentas Estacadas del Virreinato, ein Amt, das seit 1800 unbesetzt war.
Von 1808 bis 1813 war er Mitglied in der Marionetten-Junta von Joseph Bonaparte in Bayona und unterzeichnete als solches das Statut von Bayona.
Von 1819 bis 1824 war er Geschäftsträger von Simón Bolívar (Großkolumbien) bei Ludwig XVIII. in Paris.
Von 1824 bis 1837 war er Geschäftsträger der Republik Neugranada bei Leo XII. und Pius VIII. im Kirchenstaat.
| Vorgänger | Amt                                                      | Nachfolger         |
| --------- | -------------------------------------------------------- | ------------------ |
| —         | Geschäftsträger von Großkolumbien in Paris 1819 bis 1824 | Andrés Bello       |
| —         | kolumbianischer Geschäftsträger in Rom 1824 bis 1837     | Fernando Lorenzana |